# 瀬井裕紀
瀬井 裕紀（せい ひろき、1999年6月9日 - ）は、福岡県出身の元プロ野球選手（内野手）。右投左打。

## 経歴
西日本短期大学附属高等学校では3年春から二塁手で出場した。1学年上に大曲錬、1学年下に中村宜聖がいた。
福岡大学に進学し4年次の全日本大学野球選手権では準々決勝で守備固め、準決勝では二塁手としてスタメンで出場した。プロ志望届を提出したが指名はなかった。同級生に仲田慶介、井上絢登がいた。
堺シュライクス に入団すると1年目から打率.379、盗塁37を記録し首位打者と盗塁王を記録した。2023年は火の国サラマンダーズ のトライアウトを受け入団すると前半戦はセカンド、後半戦はレフトで固定され、日本独立リーグ野球機構選抜にも選ばれた。
2023年12月7日、2024年シーズンから日本野球機構のウエスタン・リーグに新規参入するくふうハヤテベンチャーズ静岡に入団することが発表された。番号は2。
10月31日、契約満了による退団が発表された。その後、自身のSNSにて社会人野球の熊本ゴールデンラークスに入団したことを明らかにした。

## 詳細情報

### 背番号
- 7（2022年）
- 1（2023年）
- 2（2024年 - ）